# Zemski Sobor

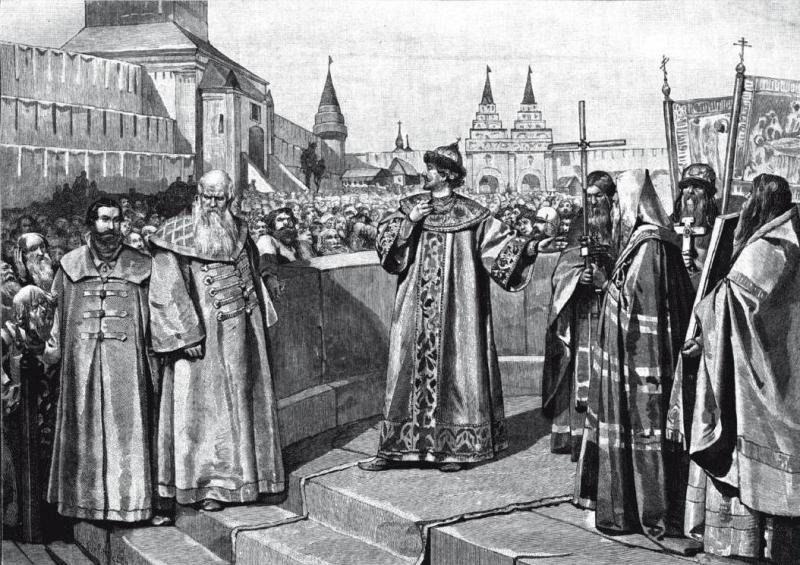
Iván IV el Terrible inaugura el primer Zemski Sobor en 1549.

El Zemski Sobor  fue el primer parlamento ruso del tipo de los Estados feudales, en los siglos XVI y XVII. El término traducido literalmente es la «Asamblea de la Tierra».
Podía ser convocado tanto por el zar, por el patriarca o por los boyardos de la Duma. Las tres clases sociales que participaban en la asamblea eran:
1. La nobleza y los altos funcionarios, incluyendo a los boyardos de la Duma.
2. El santo Sobor, o alto clero de la Iglesia ortodoxa.
3. Representantes de los comerciantes y habitantes de las ciudades (tercer estado).

El primer Zemski Sobor fue convocado por el zar Iván IV el Terrible en 1549. Durante su reinado se llevaron a cabo un gran número de reuniones, y se convirtió en un instrumento habitual utilizado para aprobar grandes leyes o para decidir temas controvertidos. Aunque los Sobori eran principalmente un foro que se limitaba a confirmar las decisiones que Iván ya había tomado, algunas veces la iniciativa provenía de la baja nobleza o los habitantes de las ciudades. Por ejemplo, el Zar se escandalizó cuando la asamblea le solicitó en 1566 la abolición de la Opríchnina.
- Datos: Q177904
- Multimedia: Zemsky Sobor / Q177904